# Tübatulabal
Els tübatulabal són una tribu d'amerindis dels Estats Units de la vall del riu Kern del Sud de Califòrnia. Avui la majoria d'ells estan registrats en la tribu reconeguda federalment Tule River.

## Territori
Les terres tradicionals del tübatulabal inclouen els drenatges del riu Kern i del South Fork, situats a la vall del riu Kern de Califòrnioa, que s'estenen des del terreny muntanyós molt alt al nord, a uns 41 quilòmetres per sota de la confluència dels dos rius al sud. Les altes muntanyes al nord es barregen amb llacs i prats. La zona sud té tres valls connectades: les valls de Kern, South Fork i Hot Springs, on els estius són calorosos i els hiverns freds i plujosos. Les valls són pastures i garriga amb cactus, matolls de roures, salzes, àlbers i saücs, com la vegetació primària amb alguns arbres de Josué, ginebres, pinyons, roures i pins de sucre.

## Nom
La vall del riu Kern ha estat la llar de tres bandes diferents que s'anomenen col·lectivament tübatulabal. El nom tübatulabal es tradueix lliurement com "menjadors de pinyes". El nom fou donat a la tribu per llurs veïns yokuts. En un moment en la història els yokuts també anomenaren als tübatulabals "Pitanisha" (lloc on els rius se separen en forquilla). El nom per la forca nord del riu té el nom indi de Palegewanap o "lloc del gran riu". La forca al sud del riu per contra se li va donar el nom de Kutchibichwanap Palap o "lloc del petit riu".

## Bandes
Les tres bandes que formaven la tribu dels tübatulabal eren els Palagewan (Kern Canyon a Bakersfield), Pahkanapil (Mount Whitney i Llac Isabella a Ridgecrest), i Bankalachi, o Toloim (Muntanyes Greenhorn i Poso Flats). Culturalment i lingüísticament eren estretament relacionats. Els Pakanapul són l'única banda que, en cert grau, ha sobreviscut a la transgressió i l'ocupació europea.

## Cultura
La cultura tradicional tübatulabal és similar a la dels yokuts, que va ocupar la major part de la meitat sud de la Vall Central de Califòrnia. Els elements clau per a la seva subsistència eren les glans, pinyons i la cacera.
D'acord amb la història oral de la tribu, els cingles profunds, les esquerdes i els canyons es van moure cap amunt (a l'est de la desembocadura del Kern Canyon) a la part alta del riu Kern i van ser "creats pel falcó i l'ànec quan va rebotar cap enrere i endavant, cap i des de les parets del canyó mentre corrien pel riu".
Els tübatulabal són ben coneguts per la seva terrissa vermella i els cistells en espiral. En l'actualitat molts dels cistells es troben als Arxius d'Antropologia del National Smithsonian, a la Universitat de Califòrnia Berkeley, als Arxius dels Parcs de l'Estat de Califòrnia a i molts altres museus i universitats. Louisa Francisco, una Bankalachi fou ben coneguda per les seves meravelloses cistelles. Algunes famílies tübatulabal a la vall del Kern eren emparentades amb Francisco. Molts de llurs avantpassats es casaren amb membres de les tribus Tule River, els yokuts tachi i tribu Tejon de Califòrnia. En l'elaboració de cistelles les famílies tribals compartien dissenys, materials i tècniques de teixit. Louisa tenia un germà anomenat Peter, ambdós anaren a Poso Flat, una vila Bankalachi (Toloim). Louisa nasqué en 1865 a Poso Flat (comtat de Kern) i va morir als 95 anys en 1954. Va viure a la reserva índia Tule River fins just abans de la seva mort.
Estefana Miranda, una Pakanapul, vivia a Weldon (Califòrnia) (nascuda en 1895 i morta en 1957) a Miranda Allotment. Estefana era filla de Steban Miranda, el darrer cap tübatulabal. Estefana sabia collir tabac natiu, glans, sal d'herba i altres aliments nadius de la South Fork de les valls del Kern i Kelso. Sabia com fer la cistella "plana i rodona" que s'utilitzava tant per tamisar i com per cerimònies. Llurs cistells també es van utilitzar per processar pinyons recollits a Walker Pass, Kennedy Meadows, i a les zones de les Muntanyes Greenhorn. "Estefanía va ser també una excel·lent genet - podia fer que els seus cavalls saltessin de costat a costat i saltessin per sobre de grans rases de terra."

## Llengua
Llur idioma ancestral, el tübatulabal pertany a la família lingüística uto-asteca. En l'estat actual de la lingüística de la família utoasteca es classifica com una branca en si mateixa.
El tübatulabal és una llengua uto-asteca que no està estretament relacionada amb altres idiomes d'aquest grup. Situat a la Vall de Kern, el poble tübatulabal van tenir contacte amb els yokuts al nord i l'oest així com als grups numics de l'est. En la seva frontera sud el tübatulabal tenia vincles amb els kitanemuk, Serrano i Tataviam que parlaven les llengüe takic de la família uto-asteca. El tübatulabal eren intermediaris importants en les xarxes comercials que connectaven la Gran Conca, els deserts del sud, la Vall Central, i els grups de la costa (Macri, 2009).
El tübatulabal té dos dialectes "paka'anil" i "bankalachi". Actualment, a Mountain Mesa, la tribu Tübatulabal té un Programa de Llengua Pakanapul que ensenya el dialecte "paka'anil". El darrer parlant matern del dialecte "paka'anil" fou James Andreas, qui va morir en 2009. Vivia a Miranda Allotment, a Weldon, Califòrnia. James Andreas passà els seus darrers 10 anys ensenyant el dialecte "paka'anil" a l'Equip Lingüístic Pakanapul. El dialecte "bankalachi" és similar al "paka'anil", tanmateix se'n sap poc del dialecte "bankalachi".

## Població
Les estimacions per a les poblacions anteriors al contacte de la majoria dels grups nadius a Califòrnia han variat substancialment. Per dues estimacions, el tübatulabal eren una nació petita o molt petita. Alfred L. Kroeber (1925:883) va calcular la població dels tübatulabal en 1770 en 1.000 individus. Erminie W. Voegelin considerà les estimacions de Kroeber força elevades (Voegelin 1938:39). Per al moment inicial de la colonització europeoamericana, en 1850, estimava que eren 200-300 individus.
Kroeber en 1910 informà que la població dels tübatulabal era de 150. Yamamoto en 2000 els calculà en 900.
Avui uns 400 tübatulabal viuen a la vall del riu Kern de Califòrnia. 500 més viuen a àrees dels voltants.

## En l'actualitat
Avui la tribu tübatulabal està cercabt el reconeixement federal. Tenen una oficina localitzada a Mountain Mesa, Califòrnia, i inclou els descendents de diverses famílies tribals que els van adjudicar terres d'assignació sota la Llei d'Assignació Dawes de 1887. La tribu té uns 287 membres però s'ha obert un nou procés d'inscripció a partir d'octubre de 2012. La tribu estima que són al voltant de 400 a 600 membres en total.